# FA Amateur Cup
FA Amateur Cup var en engelsk fodboldturnering for amatørklubber. Den blev oprettet i 1893 og nedlagt i 1974, da The Football Association holdt op med at skelne mellem amatører og professionelle.
Efter at professionalisme blev tilladt i engelsk fodbold, blev landets førende pokalturnering, FA Cup, domineret af de professionelle klubber. Som reaktion på dette foreslog bestyrelsen i landets ældste klub, Sheffield FC, i 1892 at der blev arrangeret en særlig landsdækkende pokalturnering udelukkende for amatørhold, og klubben tilbød endda at betale for trofæet. The Football Association (the FA) afslog klubbens tilbud, men et år senere besluttede the FA at arrangere netop sådan en turnering. N.L. Jackson fra Corinthian FC blev udpeget som formand for Amateur Cup-udvalget, og han sørgede for indkøb af et trofæ til en værdi af £ 30,00.
Den første udgave af turneringen fandt sted i sæsonen 1893-94. 12 af de deltagende klubber bestod af tidligere elever ("old boys") på nogle af landets førende privatskoler, og Old Carthusians, der bestod af tidligere elever på Charterhouse School, vandt den første finale ved at besejre Casuals. "Old boys"-holdene deltog i FA Amateur Cup indtil 1902, da uenigheder med forbundet førte til oprettelsen af Arthur Dunn Cup, der var en dedikeret turnering for den type hold.
FA Amateur Cup blev nedlagt i 1974, da the FA ophørte med at skelne mellem professionelle og amatørklubber. De stærkeste amatørklubber deltog i stedet i FA Trophy, der fem år tidligere var blevet etableret til gavn for de klubber uden for The Football League, der var professionelle frem for amatører. Endnu en turnering, FA Vase, blev oprettet til de resterende amatørklubber, og den blev generelt anset som en erstatning for den gamle turnering.

## Struktur
81 hold tilmeldte sig den første turnering, hvor antallet af deltagere først blev reduceret til 32 i tre kvalifikationsrunder. I de efterfølgende sæsoner kvalificerede sidste sæson semifinalister samt de øvrige førende klubber, valgt af the FA, sig direkte til første runde med i alt 32 hold, mens de øvrige deltagere spillede om de sidste pladser i første runde i kvalifikationsrunderne. Dette format bestod indtil 1907, hvor antallet af hold i første runde blev sat op til 64, og det format overlevede indtil turneringens nedlæggelse i 1974.

## Spillesteder
Kampene i FA Amateur Cup blev spillet på den ene af de to holds hjemmebane, og hjemmeholdet blev fundet ved lodtrækning. I enkelte tilfælde blev en kamp dog flyttet til en anden bane. I tilfælde af uafgjort blev kampen spillet om, og til omkampen blev hjemmebanefordelen overtaget af det hold, der havde spillet den første kamp på udebane. Hvis omkampen også endte uafgjort, fortsatte man med at spille omkampe, indtil der forelå en afgørelse. Anden og evt. yderligere omkampe blev normalt spillet på neutral bane.
I turneringens første sæsoner blev finalen spillet forskellige steder hvert år. Som regel valgtes et spillested, der lå nogenlunde midt imellem de to klubbers hjembyer. Efter anden verdenskrig flyttede finalen til Wembley Stadium, hvor den blev spillet hvert år indtil turneringens nedlæggelse. I 1950 nåede finalens tilskuertal op på 100.000, hvilket var det samme som selve FA Cup-finalen.

## Vindere og finalister
36 forskellige klubber vandt turneringen. Næsten alle vinderholdene var fra Isthmian League, der var hjemmehørende i London og Home Counties, eller fra Northern League i North East England, og Bishop Auckland var den mest fremgangsrige klub med 10 sejre i alt. Nogle af vinderne af FA Amateur Cup blev senere professionelle og blev valgt ind i The Football League, herunder Middlesbrough, West Hartlepool (der fusionerede under dannelse af Hartlepool United), Wimbledon, Wycombe Wanderers og Barnet.

### Vindere
| Titler | Klub                       | År                                                         |
| ------ | -------------------------- | ---------------------------------------------------------- |
| 10     | Bishop Auckland            | 1896, 1900, 1914, 1921, 1922, 1935, 1939, 1955, 1956, 1957 |
| 5      | Clapton                    | 1907, 1909, 1915, 1924, 1925                               |
| 5      | Crook Town                 | 1901, 1954, 1959, 1962, 1964                               |
| 4      | Dulwich Hamlet             | 1920, 1932, 1934, 1937                                     |
| 3      | Bromley                    | 1911, 1938, 1949                                           |
| 3      | Hendon                     | 1960, 1965, 1972                                           |
| 3      | Leytonstone                | 1947, 1948, 1968                                           |
| 3      | Stockton                   | 1899, 1903, 1912                                           |
| 2      | Enfield                    | 1967, 1970                                                 |
| 2      | Ilford                     | 1929, 1930                                                 |
| 2      | Leyton                     | 1927, 1928                                                 |
| 2      | Middlesbrough              | 1895, 1898                                                 |
| 2      | Old Carthusians            | 1894, 1897                                                 |
| 2      | Pegasus                    | 1951, 1953                                                 |
| 2      | Walthamstow Avenue         | 1952, 1961                                                 |
| 1      | Barnet                     | 1946                                                       |
| 1      | Bishop's Stortford         | 1974                                                       |
| 1      | Casuals                    | 1936                                                       |
| 1      | Depot Bn., Royal Engineers | 1908                                                       |
| 1      | Kingstonian                | 1933                                                       |
| 1      | London Caledonians         | 1923                                                       |
| 1      | North Shields              | 1969                                                       |
| 1      | Northern Nomads            | 1926                                                       |
| 1      | Old Malvernians            | 1902                                                       |
| 1      | Oxford City                | 1906                                                       |
| 1      | RMLI Gosport               | 1910                                                       |
| 1      | Sheffield                  | 1904                                                       |
| 1      | Skelmersdale United        | 1971                                                       |
| 1      | South Bank                 | 1913                                                       |
| 1      | Walton & Hersham           | 1973                                                       |
| 1      | Wealdstone                 | 1966                                                       |
| 1      | West Hartlepool            | 1905                                                       |
| 1      | Willington                 | 1950                                                       |
| 1      | Wimbledon                  | 1963                                                       |
| 1      | Woking                     | 1958                                                       |
| 1      | Wycombe Wanderers          | 1931                                                       |

### Finaler
Hvis en finale sluttede uafgjort efter forlænget spilletid, blev kampen spillet om på et senere tidspunkt. Straffesparkskonkurrence blev ikke anvendt. Nedenfor er finalernes spillested angivet med kursiv, når kun byen (og ikke det specifikke stadion) er kendt.
| Sæson   | Vinder                         | Taber                         | Res.   | Spillested                        | Noter  |
| ------- | ------------------------------ | ----------------------------- | ------ | --------------------------------- | ------ |
| 1893–94 | Old Carthusians (1)            | Casuals                       | 2–1    | Athletic Ground, Richmond, London | [ 4 ]  |
| 1894–95 | Middlesbrough (1)              | Old Carthusians               | 2–1    | Headingley Stadium, Leeds         | [ 4 ]  |
| 1895–96 | Bishop Auckland (1)            | Royal Artillery Portsmouth    | 1–0    | Walnut Street, Leicester          | [ 5 ]  |
| 1896–97 | Old Carthusians                | Stockton                      | [0]1–1 | Tufnell Park                      | [ 7 ]  |
| 1896–97 | Old Carthusians (2)            | Stockton                      | 4–1    | Feethams, Darlington              | [ 7 ]  |
| 1897–98 | Middlesbrough (2)              | Uxbridge                      | 2–1    | Crystal Palace, London            | [ 7 ]  |
| 1898–99 | Stockton (1)                   | Harwich & Parkeston           | 1–0    | Linthorpe Road, Middlesbrough     | [ 8 ]  |
| 1899–00 | Bishop Auckland (2)            | Lowestoft Town                | 5–1    | Leicester                         | [ 9 ]  |
| 1900–01 | Crook Town                     | King's Lynn                   | [0]1–1 | Dovercourt                        | [ 9 ]  |
| 1900–01 | Crook Town (1)                 | King's Lynn                   | 3–0    | Ipswich                           | [ 9 ]  |
| 1901–02 | Old Malvernians (1)            | Bishop Auckland               | 5–1    | Headingley Stadium, Leeds         | [ 10 ] |
| 1902–03 | Stockton                       | Oxford City                   | [0]0–0 | Reading                           | [ 10 ] |
| 1902–03 | Stockton (2)                   | Oxford City                   | 1–0    | Feethams, Darlington              | [ 10 ] |
| 1903–04 | Sheffield (1)                  | Ealing                        | 3–1    | Bradford                          | [ 11 ] |
| 1904–05 | West Hartlepool (1)            | Clapton                       | 3–2    | Shepherd's Bush                   | [ 12 ] |
| 1905–06 | Oxford City (1)                | Bishop Auckland               | 3–0    | Stockton-on-Tees                  | [ 13 ] |
| 1906–07 | Clapton (1)                    | Stockton                      | 2–1    | Stamford Bridge, London           | [ 13 ] |
| 1907–08 | Depot Bn., Royal Engineers (1) | Stockton                      | 2–1    | Bishop Auckland                   | [ 14 ] |
| 1908–09 | Clapton (2)                    | Eston United                  | 6–0    | Ilford                            | [ 15 ] |
| 1909–10 | RMLI Gosport (1)               | South Bank                    | 2–1    | Bishop Auckland                   | [ 16 ] |
| 1910–11 | Bromley (1)                    | Bishop Auckland               | 1–0    | Herne Hill                        | [ 17 ] |
| 1911–12 | Stockton                       | Eston United                  | [0]0–0 | Ayresome Park                     | [ 18 ] |
| 1911–12 | Stockton (3)                   | Eston United                  | 1–0    | Ayresome Park, Middlesbrough      | [ 18 ] |
| 1912–13 | South Bank                     | Oxford City                   | [0]1–1 | Reading                           | [ 19 ] |
| 1912–13 | South Bank (1)                 | Oxford City                   | 1–0    | Bishop Auckland                   | [ 19 ] |
| 1913–14 | Bishop Auckland (3)            | Northern Nomads               | 1–0    | Leeds                             | [ 20 ] |
| 1914–15 | Clapton (3)                    | Bishop Auckland               | 1–0    | New Cross                         | [ 21 ] |
| 1919–20 | Dulwich Hamlet (1)             | Tufnell Park                  | 1–0    | The Den, London                   | [ 22 ] |
| 1920–21 | Bishop Auckland (4)            | Swindon Victoria              | 4–2    | Ayresome Park, Middlesbrough      | [ 23 ] |
| 1921–22 | Bishop Auckland (5)            | South Bank                    | 5–2    | Ayresome Park, Middlesbrough      | [ 24 ] |
| 1922–23 | London Caledonians (1)         | Evesham Town                  | 2–1    | Crystal Palace, London            | [ 25 ] |
| 1923–24 | Clapton (4)                    | Erith & Belvedere             | 3–0    | The Den, London                   | [ 26 ] |
| 1924–25 | Clapton (5)                    | Southall                      | 2–1    | The Den, London                   | [ 27 ] |
| 1925–26 | Northern Nomads (1)            | Stockton                      | 7–1    | Roker Park, Sunderland            | [ 28 ] |
| 1926–27 | Leyton (1)                     | Barking Town                  | 3–1    | The Den, London                   | [ 29 ] |
| 1927–28 | Leyton (2)                     | Cockfield                     | 3–2    | Ayresome Park, Middlesbrough      | [ 30 ] |
| 1928–29 | Ilford (1)                     | Leyton                        | 3–1    | Arsenal Stadium, London           | [ 31 ] |
| 1929–30 | Ilford (2)                     | Bournemouth Gasworks Athletic | 5–1    | Boleyn Ground, London             | [ 32 ] |
| 1930–31 | Wycombe Wanderers (1)          | Hayes                         | 1–0    | Arsenal Stadium, London           | [ 33 ] |
| 1931–32 | Dulwich Hamlet (2)             | Marine                        | 7–1    | Boleyn Ground, London             | [ 34 ] |
| 1932–33 | Kingstonian                    | Stockton                      | [0]4–1 | Champion Hill, London             | [ 35 ] |
| 1932–33 | Kingstonian (1)                | Stockton                      | 4–1    | Feethams, Darlington              | [ 35 ] |
| 1933–34 | Dulwich Hamlet (3)             | Leyton                        | 2–1    | Boleyn Ground, London             | [ 36 ] |
| 1934–35 | Bishop Auckland                | Wimbledon                     | [0]0–0 | Middlesbrough                     | [ 37 ] |
| 1934–35 | Bishop Auckland (6)            | Wimbledon                     | 2–1    | Stamford Bridge, London           | [ 37 ] |
| 1935–36 | Casuals                        | Ilford                        | [0]1–1 | Selhurst Park, London             | [ 38 ] |
| 1935–36 | Casuals (1)                    | Ilford                        | 2–0    | Boleyn Ground, London             | [ 38 ] |
| 1936–37 | Dulwich Hamlet (4)             | Leyton                        | 2–0    | Boleyn Ground, London             | [ 39 ] |
| 1937–38 | Bromley (2)                    | Erith & Belvedere             | 1–0    | The Den, London                   | [ 40 ] |
| 1938–39 | Bishop Auckland (7)            | Willington                    | 3–0    | Roker Park, Sunderland            | [ 41 ] |
| 1945–46 | Barnet (1)                     | Bishop Auckland               | 3–2    | Stamford Bridge, London           | [ 42 ] |
| 1946–47 | Leytonstone (1)                | Wimbledon                     | 2–1    | Arsenal Stadium, London           | [ 43 ] |
| 1947–48 | Leytonstone (2)                | Barnet                        | 1–0    | Stamford Bridge, London           | [ 44 ] |
| 1948–49 | Bromley (3)                    | Romford                       | 1–0    | Wembley Stadium, London           | [ 45 ] |
| 1949–50 | Willington (1)                 | Bishop Auckland               | 4–0    | Wembley Stadium, London           | [ 46 ] |
| 1950–51 | Pegasus (1)                    | Bishop Auckland               | 2–1    | Wembley Stadium, London           | [ 47 ] |
| 1951–52 | Walthamstow Avenue (1)         | Leyton                        | 2–1    | Wembley Stadium, London           | [ 48 ] |
| 1952–53 | Pegasus (2)                    | Harwich & Parkeston           | 6–0    | Wembley Stadium, London           | [ 49 ] |
| 1953–54 | Crook Town                     | Bishop Auckland               | [0]2–2 | Wembley Stadium, London           | [ 50 ] |
| 1953–54 | Crook Town                     | Bishop Auckland               | [0]2–2 | St James' Park, Newcastle         | [ 50 ] |
| 1953–54 | Crook Town (2)                 | Bishop Auckland               | 1–0    | Ayresome Park, Middlesbrough      | [ 50 ] |
| 1954–55 | Bishop Auckland (8)            | Hendon                        | 2–0    | Wembley Stadium, London           | [ 51 ] |
| 1955–56 | Bishop Auckland                | Corinthian-Casuals            | [0]1–1 | Wembley Stadium, London           | [ 52 ] |
| 1955–56 | Bishop Auckland (9)            | Corinthian-Casuals            | 4–1    | Ayresome Park, Middlesbrough      | [ 52 ] |
| 1956–57 | Bishop Auckland (10)           | Wycombe Wanderers             | 3–1    | Wembley Stadium, London           | [ 53 ] |
| 1957–58 | Woking (1)                     | Ilford                        | 3–0    | Wembley Stadium, London           | [ 54 ] |
| 1958–59 | Crook Town (3)                 | Barnet                        | 3–2    | Wembley Stadium, London           | [ 55 ] |
| 1959–60 | Hendon (1)                     | Kingstonian                   | 2–1    | Wembley Stadium, London           | [ 56 ] |
| 1960–61 | Walthamstow Avenue (2)         | West Auckland Town            | 2–1    | Wembley Stadium, London           | [ 57 ] |
| 1961–62 | Crook Town                     | Hounslow Town                 | [0]1–1 | Wembley Stadium, London           | [ 58 ] |
| 1961–62 | Crook Town (4)                 | Hounslow Town                 | 4–0    | Ayresome Park, Middlesbrough      | [ 58 ] |
| 1962–63 | Wimbledon (1)                  | Sutton United                 | 4–2    | Wembley Stadium, London           | [ 59 ] |
| 1963–64 | Crook Town (5)                 | Enfield                       | 2–1    | Wembley Stadium, London           | [ 60 ] |
| 1964–65 | Hendon (2)                     | Whitby Town                   | 3–1    | Wembley Stadium, London           | [ 61 ] |
| 1965–66 | Wealdstone (1)                 | Hendon                        | 3–1    | Wembley Stadium, London           | [ 62 ] |
| 1966–67 | Enfield                        | Skelmersdale United           | [0]0–0 | Wembley Stadium, London           | [ 63 ] |
| 1966–67 | Enfield (1)                    | Skelmersdale United           | 3–0    | Maine Road, Manchester            | [ 63 ] |
| 1967–68 | Leytonstone (3)                | Chesham United                | 1–0    | Wembley Stadium, London           | [ 64 ] |
| 1968–69 | North Shields (1)              | Sutton United                 | 2–1    | Wembley Stadium, London           | [ 65 ] |
| 1969–70 | Enfield (2)                    | Dagenham                      | 5–1    | Wembley Stadium, London           | [ 66 ] |
| 1970–71 | Skelmersdale United (1)        | Dagenham                      | 4–1    | Wembley Stadium, London           | [ 67 ] |
| 1971–72 | Hendon (3)                     | Enfield                       | 2–0    | Wembley Stadium, London           | [ 68 ] |
| 1972–73 | Walton & Hersham (1)           | Slough Town                   | 1–0    | Wembley Stadium, London           | [ 69 ] |
| 1973–74 | Bishop's Stortford (1)         | Ilford                        | 4–1    | Wembley Stadium, London           | [ 70 ] |